# Ustea, Sneatîn
Ustea (în ucraineană Устя) este localitatea de reședință a comunei Ustea din raionul Sneatîn, regiunea Ivano-Frankivsk, Ucraina.

## Demografie
Componența lingvistică a localității Ustea
     Ucraineană (99,76%)
     Alte limbi (0,24%)
Conform recensământului din 2001, majoritatea populației localității Ustea era vorbitoare de ucraineană (99,76%), existând în minoritate și vorbitori de alte limbi.